# Sautens
Sautens est une commune autrichienne du district d'Imst, dans le Tyrol.